# Onthophagus maryatiae
Onthophagus maryatiae es una especie de insecto del género Onthophagus, familia Scarabaeidae, orden Coleoptera.

## Historia
Fue descrita científicamente por Ochi & Kon en 2005.